# Pokarana (Kampti)
Pour les articles homonymes, voir Pokarana.
Pokarana est une localité située dans le département de Kampti de la province du Poni dans la région Sud-Ouest au Burkina Faso.

## Santé et éducation
Le centre de soins le plus proche de Pokarana est le centre de santé et de promotion sociale (CSPS) d'Irinao tandis que le centre médical est à Kampti et que le centre hospitalier régional (CHR) de la province se trouve à Gaoua.